# Xuwulong yueluni
Lo xuwulong (Xuwulong yueluni) è un dinosauro erbivoro appartenente agli iguanodonti. Visse nel Cretaceo inferiore (Aptiano/Albiano, circa 115 milioni di anni fa) e i suoi resti fossili sono stati ritrovati in Cina.

## Descrizione
Questo dinosauro è conosciuto grazie a uno scheletro incompleto, conservatosi in connessione anatomica e mancante solo delle ossa degli arti. Il cranio, completo, era insolitamente corto rispetto a quello di altri iguanodonti, e possedeva una mandibola dal rostro terminante in una V (in vista laterale), caratteristica unica per questo gruppo di dinosauri. Il pube, inoltre, era dotato di un processo prepubico orientato verso il basso. L'aspetto generale doveva essere simile a quello di altri iguanodonti, con forti zampe posteriori e un corpo relativamente massiccio, e la lunghezza doveva aggirarsi intorno ai 5 metri.

## Classificazione
Xuwulong, descritto per la prima volta nel 2011, è considerato un rappresentante evoluto degli iguanodonti, un grande gruppo di dinosauri erbivori diffuso particolarmente nel Cretaceo. Secondo gli studiosi, Xuwulong era un membro degli adrosauriformi, un sottogruppo di iguanodonti che diede poi origine ai dinosauri a becco d'anatra. Si ritiene che il più prossimo parente di Xuwulong fosse Equijubus, vissuto nella stessa zona e nello stesso periodo.

## Paleobiologia
Xuwulong è uno dei numerosi dinosauri i cui resti sono stati ritrovati nel gruppo Xinminpu, Mazongshan, nella provincia del Gansu in Cina. Tra gli altri dinosauri, da ricordare piccoli erbivori (i ceratopsi Archaeoceratops e Auroraceratops), erbivori di media taglia (il già citato Equijubus e un altro iguanodonte, Jintasaurus) e di grossa taglia (i sauropodi Qiaowanlong e Gobititan), un carnivoro di medie dimensioni (il tirannosauroide Xiongguanlong) e due grossi teropodi dalla dieta incerta (il terizinosauro Suzhousaurus e il dinosauro struzzo Beishanlong). Tre adrosauriformi basali, quindi, erano presenti nell'area di Mazongshan, evidentemente una zona importante per capire e studiare l'origine e l'evoluzione dei dinosauri a becco d'anatra.